# Sseulsseulhago chanranhasin – Dokkaebi
Sseulsseulhago chanranhasin – Dokkaebi (hangul: 쓸쓸하고 찬란하神 – 도깨비) je južnokorejska televizijska serija. Glavne uloge su igrali Gong Yoo, Kim Go-eun, Lee Dong-wook, Yoo In-na i Yook Sung-jae.

## Uloge
- Gong Yoo – Goblin / Kim Shin / Yoo Shin-jae
- Kim Go-eun – Ji Eun-tak
- Lee Dong-wook – Grim Reaper / Wang Yeo / Kim Woo-bin / Lee Hyuk
- Yoo In-na – Sunny / Kim Sun
- Yook Sung-jae – Yoo Deok-hwa

## Vanjske poveznice
- Službena stranica